# På ferie med børnehaven
|  | Denne artikel er oprettet af botten Steenthbot ud fra en ekstern database. Den kan derfor have sproglige fejl eller mangler. Denne skabelon kan fjernes efter kontrol af indholdet. |

På ferie med børnehaven er en dansk dokumentarfilm fra 1973 instrueret af Ulla Raben.

## Handling
Filmen skildrer forløbet af en dag på en feriekoloni for børnehavebørn.